# Śmietki
Śmietki (dawniej niem. Schnittken, Małe Faszcze) – osada w Polsce położona w województwie warmińsko-mazurskim, w powiecie mrągowskim, w gminie Mikołajki. W latach 1975–1998 miejscowość administracyjnie należała do województwa suwalskiego.
Nazwa miejscowości pochodzi od "leśnych śmieci", dzikich zarośli na których powstała.

## Historia
Śmietki (nosiły po wojnie także nazwę Małe Faszcze) otrzymały dokument lokacyjny w 1549 roku, wystawiony przez księcia Albrechta dla Stefana, Tomasza, Pawła i Aleksandra, braci z Inulca na 12 już posiadanych włók na prawie magdeburskim w okolicach jeziora Majcz (nabyte zostały od starosty ryńskiego), oraz na 10 włók, które przypadły w spadku po ich krewnych. Dokument lokacyjny zawalał na połów ryb w jeziorze Inulec. W rachunkach z lat 1623-1624 Małe Faszcze figurują obok wsi Inulec jako wsie wolnych ziemian. W dokumentach z roku 1663 w Śmietkach wymieniane są 22 włóki.
Od końca XVII w. aż do 1945 Śmietki należały do domen państwowych. Około roku 1900 do wsi należało 27 włók gruntu oraz jezioro Inulec (179 ha). W latach 1770–1820 we wsi mieścił się urząd skarbowy (Domänemamt). W 1785 roku w Śmietkach było 9 "dymów" (gospodarstw domowych), w 1815 - 11 "dymów" i 110 osób.
Przed II wojną istniał tu państwowy majątek ziemski wydzierżawiany różnym osobom. W 1939 roku, łącznie z przynależnymi do Śmietek miejscowościami, zamieszkiwały to 274 osoby. 
W latach 1945-80 funkcjonował tu PGR. W wykazie miejscowości powiatu z dnia 1 stycznia 1973 roku, Śmietki jako PGR należały do sołectwa Inulec, siedziba urzędu pocztowego mieściła się w Baranowie, najbliższy przystanek PKP znajdował się w Baranowie a najbliższy przystanek PKS w Inulcu
Od 1980 do chwili obecnej w zarządzie Polskiej Akademii Nauk. Istniejący tu duży dwór spłonął pod koniec lat 70. XX w. Zachowane relikty parku dworskiego, nieczynny cmentarz ewangelicki z dużym podziemnym grobowcem.
Śmietki Małe (Klein Schnittken) założono w 1838 roku jako folwark należący do domeny w Śmietkach.